# The People United Will Never Be Defeated!
The People United Will Never Be Defeated! (1979) é uma peça para piano do compositor americano Frederic Rzewski. Trata-se de um conjunto de 36 variações sobre a canção chilena ¡El pueblo unido jamás será vencido!, criada por Sergio Ortega e Quilapayún. Sua duração é de aproximadamente 50 minutos.

A música está assim dividida:
- Variação 1 - Tecendo: Delicado mas firme.
- Variação 2 - Com firmeza.
- Variação 3 - Suavemente mais lento, com nuances expressivas.
- Variação 4 - Marcato.
- Variação 5 - Como num sonho, congelado.
- Variação 6 - Mesmo tempo que no começo.
- Variação 7 - Ligeiramente, impacientemente.
- Variação 8 - Com agilidade; não muito pedal; quebradiço.
- Variação 9 - Uniformemente.
- Variação 10 - Comodo, imprudentemente.
- Variação 11 - Tempo I, como fragmentos de uma melodia ausente — no tempo estrito.
- Variação 12
- Variação 13
- Variação 14 - Um pouco mais rápido, otimistita.
- Variação 15 - Flexível, como em uma improvisação.
- Variação 16 - O mesmo tempo que a precedente, com flutuações; muito pedal / Expansivo, com uma sensação vitoriosa.
- Variação 17 - Mão esquerda estritamente; mão direita livremente, áspero no espaço.
- Variação 18
- Variação 19 - Com energia.
- Variação 20 - Quebrado, preciso.
- Variação 21 - Implacável, inflexível.
- Variação 22
- Variação 23 - Tão rápido quanto possível, com algum rubato.
- Variação 24
- Variação 25
- Variação 26 - De uma maneira militar.
- Variação 27 - Macio, com uma expressão esperançosa: cadenza.
- Variação 28
- Variação 29
- Variação 30
- Variação 31
- Variação 32
- Variação 33
- Variação 34
- Variação 35
- Variação 36 - Tema: reprise.